# Annickia affinis
Annickia affinis är en kirimojaväxtart som först beskrevs av Arthur Wallis Exell, och fick sitt nu gällande namn av Versteegh och Marc Simon Maria Sosef. Annickia affinis ingår i släktet Annickia och familjen kirimojaväxter. Inga underarter finns listade i Catalogue of Life.